# Évans
Évans település Franciaországban, Jura megyében. Lakosainak száma 658 fő (2022. január 1.). Évans Berthelange, Mercey-le-Grand, Saint-Vit, Dampierre, Fraisans és Salans községekkel határos.

## Népesség
A település népességének változása:
| Lakosok száma | 264  | 384  | 459  | 589  | 633  | 637  | 644  | 657  | 657  | 658  |
|               | 1968 | 1982 | 1990 | 2006 | 2013 | 2015 | 2017 | 2019 | 2020 | 2022 |